# Хабаз
Хабаз (рос. Хабаз) — село у Зольському районі Кабардино-Балкарії Російської Федерації.
Орган місцевого самоврядування — сільське поселення Хаба8. Населення становить 1684 особи.

## Історія
Згідно із законом від 27 лютого 2005 року органом місцевого самоврядування є сільське поселення Хабаз.

## Населення
| 2002  | 2010  | 2012  | 2013  | 2014  | 2015  | 2016  |
| ----- | ----- | ----- | ----- | ----- | ----- | ----- |
| 1881  | ↘1684 | ↗1695 | ↘1682 | ↘1679 | ↗1681 | ↘1672 |
| 2017  | 2018  | 2019  | 2020  |       |       |       |
| ↗1684 | ↗1692 | ↗1693 | ↘1681 |       |       |       |